# Shin Hyung-min
Đây là một tên người Triều Tiên, họ là Shin.
Shin Hyung-min (tiếng Hàn: 신형민; Hanja: 辛炯旼; sinh ngày 18 tháng 7 năm 1986) là một cầu thủ bóng đá Hàn Quốc thi đấu cho Jeonbuk Hyundai.

## Sự nghiệp quốc tế
Sự nghiệp quốc tế của anh bắt đầu khi anh thi đấu cho U-20 Hàn Quốc. Ngày 18 tháng 1 năm 2010, anh có màn ra mắt quốc tế đầu tiên cho Hàn Quốc trong trận giao hữu trước Phần Lan.
| Đội tuyển quốc gia Hàn Quốc | Đội tuyển quốc gia Hàn Quốc | Đội tuyển quốc gia Hàn Quốc |
| Năm                         | Số trận                     | Bàn thắng                   |
| --------------------------- | --------------------------- | --------------------------- |
| 2010                        | 6                           | 0                           |
| 2011                        | 1                           | 0                           |
| 2012                        | 1                           | 0                           |
| 2013                        | 1                           | 0                           |
| Tổng                        | 9                           | 0                           |

## Thống kê sự nghiệp câu lạc bộ
| Thành tích câu lạc bộ | Thành tích câu lạc bộ | Thành tích câu lạc bộ | Giải vô địch | Giải vô địch | Cúp     | Cúp       | Cúp Liên đoàn | Cúp Liên đoàn | Châu lục | Châu lục  | Tổng cộng | Tổng cộng |
| Mùa giải              | Câu lạc bộ            | Giải vô địch          | Số trận      | Bàn thắng    | Số trận | Bàn thắng | Số trận       | Bàn thắng     | Số trận  | Bàn thắng | Số trận   | Bàn thắng |
| Hàn Quốc              | Hàn Quốc              | Hàn Quốc              | Giải vô địch | Giải vô địch | Cúp KFA | Cúp KFA   | Cúp Liên đoàn | Cúp Liên đoàn | Châu Á   | Châu Á    | Tổng cộng | Tổng cộng |
| --------------------- | --------------------- | --------------------- | ------------ | ------------ | ------- | --------- | ------------- | ------------- | -------- | --------- | --------- | --------- |
| 2008                  | Pohang Steelers       | K League 1            | 22           | 3            | 3       | 0         | 2             | 0             | 4        | 0         | 31        | 3         |
| 2009                  | Pohang Steelers       | K League 1            | 22           | 4            | 2       | 0         | 6             | 0             | 14       | 0         | 44        | 4         |
| 2010                  | Pohang Steelers       | K League 1            | 22           | 0            | 1       | 0         | 0             | 0             | 9        | 1         | 32        | 1         |
| 2011                  | Pohang Steelers       | K League 1            | 28           | 4            | 3       | 0         | 0             | 0             | -        | -         | 31        | 4         |
| 2012                  | Pohang Steelers       | K League 1            | 25           | 1            | 2       | 0         | 0             | 0             | 6        | 0         | 33        | 1         |
| Tổng cộng             | Hàn Quốc              | Hàn Quốc              | 119          | 12           | 11      | 0         | 8             | 0             | 33       | 1         | 171       | 13        |
| Tổng cộng sự nghiệp   | Tổng cộng sự nghiệp   | Tổng cộng sự nghiệp   | 119          | 12           | 11      | 0         | 8             | 0             | 33       | 1         | 171       | 13        |

## Danh hiệu

### Câu lạc bộ
Pohang Steelers
- Cúp Quốc gia Hàn Quốc (1): 2008
- Cúp Liên đoàn bóng đá Hàn Quốc (1): 2009
- Giải vô địch bóng đá các câu lạc bộ châu Á (1): 2009

Jeonbuk Hyundai Motors
- K League 1 (1): 2017
- Giải vô địch bóng đá các câu lạc bộ châu Á (1): 2016